# خاطرات خون‌آشام (فصل ۸)

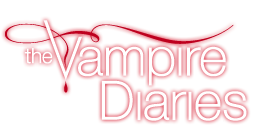
لوگوی سریال

خاطرات خون‌آشام، یک سریال درام و ماورایی آمریکایی است که در تاریخ ۱۱ مارس ۲۰۱۶ توسط سی دابلیو برای فصل هشتم تمدید شد. این آخرین فصل سریال است و شامل ۱۶قسمت است که در تاریخ ۲۱ اکتبر ۲۰۱۶ روی آنتن رفته است. 

## بازیگران

### بازیگران اصلی
- پاول وسلی درنقش استفن سالواتوره
- ایان سامرهلدر درنقش دیمن سالواتوره

نینا دوبرو در نقش الینا گیلبرت و کاترین پیرس
- کت گراهام درنقش بانی بنت
- کندیس کینگ درنقش کارولاین فوربز
- زک روئریگ درنقش مت داناوان
- مت دیویس درنقش آلاریک سالتزمن
- مایکل مالارکی درنقش لورنزو «انزو» سینت جان

### بازیگران فرعی
- ناتالی کلی درنقش سیبل (سیرن)
- کریستن گاتوسکی درنقش سلین (سیرن)
- الیسون اسکالیوتی درنقش جورجی
- لیلی رز مامفورد درنقش جوزت «جوزی» سالتزمن
- تیرنی مامفورد درنفش الیزابت «لیزی» سالتزمن
- تریستین میز درنقش سارا نلسون

و لیک

### بازیگران مهمان
- دمتریوس بریجز درنقش دوریان
- مارگارت مکلن تایر درنقش لیز فوربز (فلش بک)

### بازیگر مهمان ویژه
- نینا دوبرو درنقش الینا گیلبرت[۴]
- مایکل تروینو درنقش تایلر لاکوود

## قسمت‌ها
| شماره در سریال | شماره در فصل | عنوان                                             | کارگردان          | نویسنده                     | تاریخ پخش      | کد تولید  | بینندگان در آمریکا (میلیون) |
| --- | ------------ | ------------------------------------------------- | ----------------- | --------------------------- | -------------- | --------- | --------------------------- |
| 156 | 1            | «سلام برادر»                                      | مایکل ای. اولویتس | کوین ویلیامسون و جولی پلک   | ۲۱ اکتبر ۲۰۱۶  | ۸۰۱       | 0.98                        |
| ۱۵۷ | ۲            | «امروز متفاوت خواهد بود»                          | پاسکال ورشوریس    | ملیندا سو تیلور             | ۲۸ اکتبر ۲۰۱۶  | ۸۰۲       | 0.90                        |
| سیرن، سیبل، نمی‌تواند دلیل عدم تکمین انزو را کشف کند. وقتی وارد سرش می‌شود، از وجود سارا سالواتوره باخبر می‌شود. سپس آن‌ها را برای کشتن شخصی با این نام می‌فرستد. استفن، کارولاین و بانی نیز برای حفاظت از سارا، سراغ او رفته و با انزو روبرو می‌شوند. بانی برای صحبت با انزو می‌رود و دیمن برای کشتن سارا می‌آید اما استفن او را قانع می‌کند. در این لحظه، سیبل می‌رسد و سارا را می‌کشد. سپس خاطرات دیمن را از الینا عوض می‌کند. بعد از بازگشت انزو، سیبل از طریق ذهنش، بانی را می‌بیند. در همین زمان، جورجی و الاریک اطلاعاتی راجع به نمادی جهنمی پیدا می‌کنند. در پایان، استفن از کارولاین خواستگاری می‌کند و او نیز جواب مثبت می‌دهد. |              |                                                   |                   |                             |                |           |                             |
| ۱۵۸ | ۳            | «تو تصمیم گرفتی من ارزش نجات را دارم»             | مایکل کاراسیک     | چاد فایواش و جیمز استاتراکس | ۴ نوامبر ۲۰۱۶  | ۸۰۳       | 0.94                        |
| سیبل می‌فهمد که دیمن و انزو به بانی متصل هستند و او دلیل اصلی بی میلی آن‌ها به فرمانبرداری می‌باشد. بانی می‌خواهد جستجو را متوقف کند تا در خرید عروسی به کارولاین کمک کند اما دیمن سر می‌رسد و به آن دو حمله می‌کند. کارولاین بانی را نجات می‌دهد اما سیبل طبق نقشه جدیدش، دیمن و انزو را وادار به مبارزه تا سرحد مرگ می‌کند. او از بانی می‌خواهد یکی از این دو مرد را انتخاب کند. در نهایت و با کشمکش‌های زیاد، بانی مجبور می‌شود انزو را برگزیند. ما سیبل او را مجبور می‌کند انسانیتش را خاموش کند. سپس از دیمن می‌خواهد بانی را بکشد. در این لحظه آلاریک می‌رسد و با چنگال میزان سازی، سیبل را به دام می‌اندازد. استفن، الاریک، کارولاین و بانی، سیبل و انزو را می‌برند درحالیکه دیمن برای ادامه نقشه سیبل می‌رود و هنوز تحت فرمان اوست. |              |                                                   |                   |                             |                |           |                             |
| ۱۵۹ | ۴            | «بدبختی بی پایان»                                 | راب هاردی         | نیل رینالدز و برت متیوس     | ۱۱ نوامبر ۲۰۱۶ | ۸۰۴       | ۱٫۰۰                        |
| بیش از دو هزار سال پیش، سیبل از خواهرش که سیرنی دیگر است، می‌خواهد داستانی شاد برایش تعریف کند. او داستان مردی به نام «کید» را می‌گوید که بخاطر توانایی ذهن خوانی خود کشته شد. در آخرین نفس، او دنیایی جدید ساخت. در زمان حال، سیبل به استفن می‌گوید که رئیس می‌خواهد او داستان کامل زندگیشان را بداند. خواهر سیبل، سلین است که حالا با نقاب پرستار بچه، جورجی را وادار می‌کند الاریک را در سردابه به دام بیندازد و در نهایت جورجی را می‌کشد. رئیس این دو سیرن، کید است که از ارواح انسان‌ها تغذیه می‌کند و جهنم از آنِ اوست. در همین حین، دیمن دنبال چیزی می‌رود که سیبل خواهان آن است. وقتی برای یافتن آن به مردی حمله می‌کند، مت داناوان می‌رسد و مشخص می‌شود، ان مرد پدرش است. اما در نهایت جسم موردنظرش را می‌یابد. در آخرین صحنه، مت جسد تایلر را پیدا می‌کند. |              |                                                   |                   |                             |                |           |                             |
| ۱۶۰ | ۵            | «آمدن به خانه، اشتباه بود»                        | جیمز تامسون       | سلین جیجر                   | ۱۸ نوامبر ۲۰۱۶ | ۸۰۵       | ۰٫۹۲                        |
| مت همراه با کارولاین، استفن و آلاریک برای تدفین تایلر آماده می‌شود اما دیمن سرمی رسد و مزاحمت ایجاد می‌کند. وصیتی از تایلر به مت می‌رسد که باید به دنبال سیرنی به نام سلین باشد. سلین دوقلوها را بیشتر با کید آشنا می‌کند و آن‌ها را با خود می‌برد. استفن و کارولاین، دیمن را در تابوت زندانی می‌کنند اما سیبل فرار می‌کند، چنگال را برمی‌دارد و او را نجات می‌دهد تا باز هم باهم همکاری کنند. بالاخره بانی موفق به روشن کردن انسانیت انزو می‌شود و همراه با بقیه تایلر را دفن می‌کنند. آلاریک و کارولاین از قضیه سلین آگاه می‌شوند و به دنبال دوقلوها می‌گردند. |              |                                                   |                   |                             |                |           |                             |
| ۱۶۱ | ۶            | «انحراف در مسیر اتفاقی و جنگلی به سمت جهنم»       | پاول وسلی         | الن مک الروی                | ۲ دسامبر ۲۰۱۶  | ۸۰۶       | 1.05                        |
| دیمن و سیبل در یک رستوران با سلین و دوقلوها ملاقات می‌کنند. سلین می‌گوید می‌خواهد جوزی و الیزابت را به کید بدهد تا روح خودش و سیبل آزاد شود. در عین حال سبیل تصمیم می‌گیرد از طریق تلفن در ذهن انزو نفوذ کند و او را شکنجه دهد. استفن برای کمک به انزو وارد ذهنش می‌شود اما سبیل متوجه می‌شود و از او می‌خواهد به تنهایی با او ملاقات کند. کید ظاهر می‌شود و مایل به گرفتن دوقلوهاست اما سبیل پیشنهاد می‌کند در عوض برادران سالواتوره را بگیرد. استفن هم می‌پذیرد تا بچه‌های کارولاین آزاد شوند. وقتی کارولاین و آلاریک دخترها را پس می‌گیرند، تصمیم می‌گیرند برای مدتی طولانی همراه پدرشان از آنجا دورشان کنند. استفن به کارولاین می‌گوید که روحش را به کید داده و فقط ۲۴ساعت وقت دارد تا با او باشد. بانی و انزو بالاخره از دست سبیل راحت می‌شوند. سبیل به سلین می‌گوید که او در این معامله نقشی ندارد و باید به جهنم برود. در نهایت، آلاریک و مت برای انتقام به دیمن حمله می‌کنند و سعی می‌کنند او را بکشند. |              |                                                   |                   |                             |                |           |                             |
| ۱۶۲ | ۷            | «دفعه بعد که به کسی آسیب می‌زنم، ممکن است تو باشی» | تانیا همیلتون     | شکری حسن تیلقمن             | ۹ دسامبر ۲۰۱۶  | ۸۰۷       | 0.98                        |
| در شب کریسمس سال ۱۹۱۷، استفن درنده یک اردوگاه کامل را قتل‌عام می‌کند. در زمان حال، استفن قصد دارد از آخرین روزش استفاده کند و با کارولاین شب کریسمس را بگذارند. متأسفانه، دیمن و سیبل مهمانی را خراب می‌کنند و دیمن استفن را می‌کشد تا به دیدار کید برود. کید ماجرای سال ۱۹۱۷ را فاش می‌کند. در ان زمان سلین می‌خواسته استفن را بکشد اما متوجه غصه وجود او شده و حافظه اش را پاک می‌کند. در همین زمان، کارولاین به همه کادوی کریسمس می‌دهد. بانی و انزو، سلین را پیدا می‌کنند و از او چنگال میزان‌سازی را می‌خواهند. سلین به آن‌ها می‌گوید که به دوقلوها متصل شده و برای رستگاری، باید خراب کاری‌هایش را درست کند و این اتصال را ازبین ببرد. آخر شب و بعد از ترک مهمانی، دیمن کادوی کارولاین را به سیبل می‌دهد. وقتی متوجه می‌شود که ان گردن بند قدیمی الیناست، حافظه اش برمی گردد و قلب سیبل را درمی‌آورد و می‌رود. استفن با کید معامله می‌کند که انسانیتش را خاموش کند و تا یک سال برای کید کار کند، اما بعد از آن قرار دو برادر با کید تمام خواهد شد. |              |                                                   |                   |                             |                |           |                             |
| ۱۶۳ | ۸            | «ما باهم تاریخچه‌ای داریم»                         | ایان سامرهلدر     | متیو دامبروسیو              | ۱۳ ژانویه ۲۰۱۷ | ۸۰۸       | 0.95                        |
| استفن به سراغ کشتن دکتری جوان به نام تارا می‌رود. برای یافتن تاریکی وجود تارا، دیمن را با شاه پسند ضعیف می‌کند تا در بیمارستان بستری شود. استفن می‌فهمد که والدین تارا توسط راننده‌ای مست کشته شدند و او را وادار می‌کند که باور کند، دیمن همان راننده بوده‌است. نهایتاً تارا تسلیم تاریکی وجودش می‌شود و قصد کشتن دیمن را می‌کند؛ بنابراین برای کید فرستاده می‌شود. در همین زمان در میستیک فالز، کارولاین با سیبل روبرو می‌شود. سیبل او را تهدید می‌کند که زنگوله‌ای را برایش پیدا کند. مشخص می‌شود که زنگوله در گاراژ خانه کارولاین است اما وقتی به آنجا می‌روند، می‌فهمند قبلاً سلین آن را برده است. دیمن هنوز به گردن بند الینا اهمیت می‌دهد. |              |                                                   |                   |                             |                |           |                             |
| ۱۶۴ | ۹            | «صمیمیت ساده یک لمس نزدیک»                        | جف شاتس           | نیل رینالدز و پنی کاکس      | ۲۰ ژانویه ۲۰۱۷ | ۸۰۹       | 0.86                        |
| سوزن زنگ دست دیمن است پس سیبل از او می‌خواهد به مستیک فالز برگشته و آن را به او دهد. با برگشت، دیمن می‌فهمد که می‌تواند به سیبل جواب منفی بدهد و نهایتاً او را زندانی می‌کند. استفن، وایولت را به خون‌آشام تبدیل می‌کند و کارولاین نامزدیشان را برهم می‌زند. سلین قصد دارد زنگوله را مونتاژ کند تا سیبل را بکشد. انزو گردن بندی از خون خودش به بانی می‌دهد به این امید که بپذیرد خون‌آشام شود. به هرحال، در آخر بانی پیشنهاد می‌کند که انزو دارو را بخورد و سیبل نیز انسانیت دیمن را برمی‌گرداند. |              |                                                   |                   |                             |                |           |                             |
| ۱۶۵ | ۱۰           | «نوستالژی مزخرف است»                              | کیلی سایرس        | برت متیوس                   | ۲۷ ژانویه ۲۰۱۷ | ۸۱۰       | ۰٫۹۶                        |
| دیمن دچار جنون شده‌است. پس کارولاین و بانی، سیبل را آزاد می‌کنند تا در ازای دادن زنگوله به او، دیمن را خوب کند. بانی و کارولاین وارد ناخودآگاه دیمن شده و می‌گویند که او را خواهند بخشید. سلین فاش می‌کند که وقتی مت ۱۲بار زنگوله را به صدا دراورد، دری به سوی جهنم باز می‌شود و همه ساکنین میستیک فالز می‌میرند. استفن، مت را مجبور به اینکار می‌کند و پیش دیمن می‌رود. در ذهن دیمن، استفن متوجه می‌شود که دیمن باید او را ببخشید. نهایتاً دیمن بیدار شده و جلوی مت را می‌گیرد و استفن را زندانی می‌کند. با این وجود زنگوله ۱۱بار زده شده و کید به دنیای واقعی وارد می‌شود. در آخرین صحنه، کید به دیدن سلین و سیبل رفته و آن‌ها را آتش می‌زند. |              |                                                   |                   |                             |                |           |                             |
| ۱۶۶ | ۱۱           | «تو تصمیم گرفتی خوب باشی»                         | کارول بنکر        | ملیندا سوتیلر و سلین جیجر   | ۳ فوریه ۲۰۱۷   | اعلان‌نشده | 0.92                        |
| کید به سراغ دیمن رفته و استفن را از حصر دیمن و کرولاین آزاد می‌کند و دو انتخاب مشترک بر سر راه هر دو برادر می‌گذارد. او به هر دو مأموریت می‌دهد یا تا پایان نیمه شب صد نفر از افراد گناهکار را کشته و روح آن‌ها را به کید تقدیم کنند یا معشوقه‌های یکدیگر را بکشند. دیمن به دنبال نقشهٔ سومی است و با کرولاین مشورت می‌کند و به نتیجه می‌رسند که باید کید را با دادن خون الینا به او فناپذیر کرده و نابود کنند. با این حال استفن با مکان یابی مکان الینا به دنبال کشتن معشوقهٔ برادر خود به راه افتاده است که دیمن از این جریان توسط کید آگاه شده و سعی دارد استفن را از این تصمیم منصرف سازد اما موفق نمی‌شود. همهٔ اینها در حالی در حال اتفاق افتادن هستند که بانی که فکر می‌کند عشق واقعی خود یعنی انزو را پیدا کرده‌است به خانه‌ای که خود او پیکر الینا را در آن مخفی کرده‌است رفته تا سرنگی از خون الینا تهیه کنند. در حالی که بانی سرنگ خون را در دست دارد می‌بیند قلب انزو در دستان استفن بیرون کشیده شده‌است. استفن بعد از کشتن انزو به طرف بانی حمله‌ور می‌شود و باعث می‌شود بانی به ناچار سرنگ خون را به استفن تزریق کند. استفن بیهوش شده و بانی هراسان به سمت عشق بی جان خود می‌دود. |              |                                                   |                   |                             |                |           |                             |
| ۱۶۷ | ۱۲           | «تو چی هستی؟»                                     | درن جنت           | چاد فیویش و جیمز استاتراکس  | ۱۰ فوریه ۲۰۱۷  | ۸۱۲       | 1.11                        |
| استفن بعد از انسان شدن، دستگیر می‌شود. کارولاین موفق می‌شود او را آزاد کند اما هنوز عذاب وجدان دارد. بانی بخاطر مرگ انزو، پریشان است و مادرش، ابی، برای دلداری دادنش می‌رود. آن‌ها می‌فهمند که انزو قصد برقراری ارتباط با بانی را دارد. بانی سعی می‌کند او را از جهنم بیرون بکشد اما اوضاع بهم می‌ریزد و ابی مجبور به نابودی جسد انزو می‌شود. کید به دیمن می‌گوید که قراردادشان به پایان رسیده‌است و اگر تا نیمه شب دفترچه مکسول را بدست نیاورد، روح استفن را به جهنم می‌برد. مت وقایعی از سال ۱۷۹۰ را می‌بیند. در آن زمان؛ جدش، اتان، و جد بانی، بیاتریس، زنگوله مکسول را ساختند. سیبل و سلین، اتان را مجبور کردند ۱۲بار زنگ را بزند تا آتش جهنم شهر را نابود کند. بیاتریس موفق می‌شود سلین و سیبل را در سردابه به دام بیندازد و اتان در دفترش نحوه کشتن کید را می‌نویسد. در زمان حال، دیمن دفتر را به کید می‌دهد و ان نابود می‌شود. بعداً دیمن به آلاریک خنجری را نشان می‌دهد که احتمالاً می‌تواند کید را بکشد اما در همین لحظه کای سرمی رسد و می‌گوید ایده بهتری دارد. |              |                                                   |                   |                             |                |           |                             |
| ۱۶۸ | ۱۳           | «تاوان دروغ هارا می‌دهی»                           | تونی سولومونز     | نیل رینالدز                 | ۱۷ فوریه ۲۰۱۷  | ۸۱۳       | 0.99                        |
| مشخص می‌شود بعد از ۱۱بار زدن زنگوله، کای هم به میستیک فالز برگشته است. اما نیمی از وجودش هنوز در جهنم است؛ بنابراین از دیمن و الاریک می‌خواهد به او کمک کنند تا او هم الینا را برگرداند. مت و کارولاین متوجه می‌شوند که با انسان شدن استفن، انسان‌هایی که مجبور به فراموشی بوده‌اند، حافظه خود را بدست آورده‌اند. در همین راستا، دوربان متوجه می‌شود که استفن خانواده اش را کشته و او را می‌دزدد تا انتقام بگیرد. دوریان به استفن شلیک می‌کند اما سریع پشیمان شده و سعی می‌کند او را نجات دهد. در بیمارستان، استفن رابطه اش را به کارولاین بهم می‌زند و قصد دارد میستیک فالز را ترک کند. بانی با کمک کید با انزو ارتباط برقرار می‌کند و متوجه می‌شود، در اثر اندوه لحظه مرگ انزو، دنیایی ساخته است که انزو در آن ساکن است. کید به دنبال کای است پس دیمن می‌گوید تنها راه رستگاری کای، برگرداندن الیناست. آن‌ها پیش تابوت می‌روند اما کای به دیمن خبانت می‌کند و بعد از کشتن او، با تابوت ناپدید می‌شود. |              |                                                   |                   |                             |                |           |                             |
| ۱۶۹ | ۱۴           | «عجب سواری بود»                                   | پاسکال ورشوریس    | برت متیوس و شکری حسن تیلقمن | ۲۴ فوریه ۲۰۱۷  | اعلان‌نشده | ن/م                         |
| ۱۷۰ | ۱۵           | «ما برنامه عروسی در ماه ژوئن را می‌ریزیم»          | کریس گریزمر       | ملیندا سو تیلور             | ۳ مارس ۲۰۱۷    | اعلان‌نشده | ن/م                         |
| ۱۷۱ | ۱۶           | «من احساسی حماسی داشتم»                           | جولی پلک          | جولی پلک و کوین ویلیامسون   | ۱۰ مارس ۲۰۱۷   | اعلان‌نشده | ن/م                         |

## تولید
فیلمبرداری این فصل از ۲۰ ژوئیه ۲۰۱۶ آغاز شد. در ۲۳ ژوئیه ۲۰۱۶ اعلام شد که سریال خاطرات خون‌آشام با فصل هشتم و در ۱۶ قسمت به پایان می‌رسد.